# Saparmyrat Türkmenbaşy adyndaky
Saparmyrat Türkmenbaşy adyndaky – miasto w północnym Turkmenistanie, w wilajecie daszoguskim, siedziba etrapu Saparmyrat Türkmenbaşy. W 2022 roku liczyło ok. 20,7 tys. mieszkańców.
Miejscowość otrzymała status miasta w 2016 roku.